# Hafen Zeebrügge

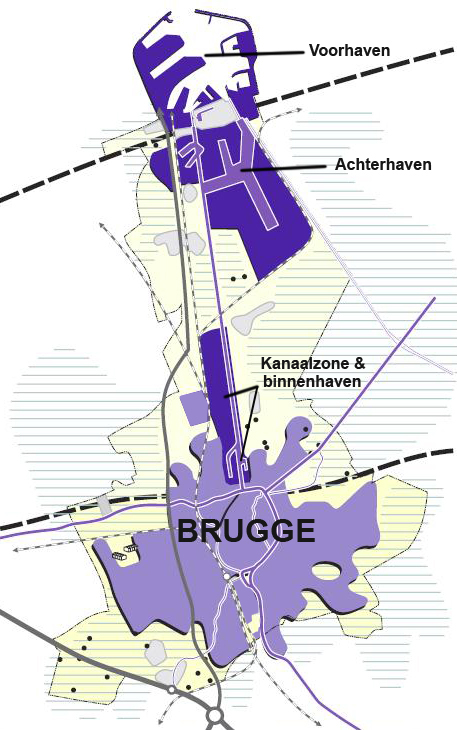
Darstellung der Hafenanlagen von Brügge (unten) und Zeebrugge (oben)

Der Hafen Zeebrügge ist der zweitgrößte Hafen Belgiens (nach Antwerpen). Dieser Seehafen hat gute Autobahn-, Eisenbahn- und Flussverbindungen mit den europäischen Ländern. Die Hauptvorteile des Seehafens sind seine geographische Lage direkt an der Nordsee (ohne aufwändige Revierfahrt) mit der Straße von Dover, die Nähe zu England und sein Zugang und relativ großen Wassertiefen.

## Aktivitäten
Zeebrügge ist einer der wichtigsten Häfen zwischen dem Hamburger Hafen und dem von Le Havre, die dank ihrer Lage unweit westeuropäischer Wirtschaftszentren eine schnelle Entwicklung erfuhren.
Die Hauptfunktionen des Hafens sind:
- RoRo-Verkehr zwischen Kontinentaleuropa, Großbritannien, Skandinavien und Südeuropa
- Europäischer Hub-Port für die Automobilindustrie
- Containerhafen mit nautischer Erreichbarkeit für die größten aktuell im Einsatz befindlichen Containerschiffe (2018: +20.500 TEU)
- Lieferung von Flüssigerdgas und anderen Energieprodukten
- Lieferung von Gemüse, Obst und anderen landwirtschaftlichen Erzeugnissen
- Umschlag von konventionellem Stückgut und Projektladung
- Passagierhafen mit Kreuzfahrtschiff-Terminal[3]

Automobilunternehmen nutzen den Hafen für den Umschlag von Neufahrzeugen mit RoRo-Schiffen (Autotransporter). Im Jahr 2008 wurden dort insgesamt 2.126.143 Fahrzeuge umgeschlagen, 2015 waren es rund 2,4 Millionen, 2016 waren es 2,77 Millionen (plus 14,3 %) und 2019 wurden 2.960.339 Kraftfahrzeuge umgeschlagen. Zeebrügge war damit Europas größter Autoverladehafen.
Im Hafen befindet sich ein Flüssigerdgasterminal für den Import von LNG nach Europa. Die Betreibergesellschaft des Zeebrugge Hub, Huberator SA, ist eine Tochtergesellschaft der Fluxys. Diese betreibt eine Gaspipeline bis zum Grenzort Lichtenbusch (Gasexportstation Eynatten) bei Aachen; hier beginnt die deutsche WEDAL Erdgas-Pipeline.
In Zeebrügge gibt es auch ein Containerterminal (2019: 16,2 Mio. t, 1,7 Mio. TEU).
Das chinesische Staatsunternehmen COSCO kaufte im November 2017 einen 85-Prozent-Anteil am Containerterminal.
Der Hafen war von 1974 bis 2020 auch Ausgangspunkt für einen täglichen Fährdienst von P&O nach Hull (Großbritannien).
Der Betreiber des Hafens ist die MBZ (Maatschappij van de Brugse Zeehaven NV).

## Geschichte
1134 riss eine Sturmflut eine Fahrrinne in die Meeresbucht Zwin, so dass die etwa 15 Kilometer weit im Hinterland liegende Stadt Brügge danach direkten Zugang zur Nordsee hatte. Dank dieses Seezugangs war Brügge im Mittelalter ein wichtiges Handelszentrum.
Die Zwin-Zufahrt versandete jedoch ab dem 15. Jahrhundert zusehends und konnte auch mit wasserbaulichen Maßnahmen nicht wieder hergestellt werden. Brügge verlor mit dem direkten Zugang zur See auch an Bedeutung. Um 1600 war Brügge nur noch eine Provinzstadt. Der wirtschaftliche Niedergang hielt bis ins 19. Jahrhundert hinein an.
Etwa um 1870 war Brügge wieder völlig von Landmassen umschlossen. Die in der Stadt entstehende Industrie forderte jedoch zunehmend eine Wiederherstellung der ehemals vorhandenen direkten Anbindung an die Nordsee, um insbesondere den Handel mit England effektiver abwickeln zu können. Ab 1892 begann deshalb der Ausbau des neuen Überseehafens Zeebrugge, nachdem erste Planungen dafür bereits ab 1866 erarbeitet wurden. Der erste Hafenkomplex wurde 1907 vom belgischen König Leopold II. eingeweiht.
Während des Ersten Weltkriegs wurde Zeebrügge vom Deutschen Reich besetzt und als Basis für U-Boot- und Torpedoboots-Flottillen genutzt. Deswegen planten die Briten 1917 einen Vorstoß in Richtung Zeebrugge, der jedoch scheiterte. Am 23. April 1918 unternahm die Royal Navy einen erfolglosen Angriff auf die Marinebasis.

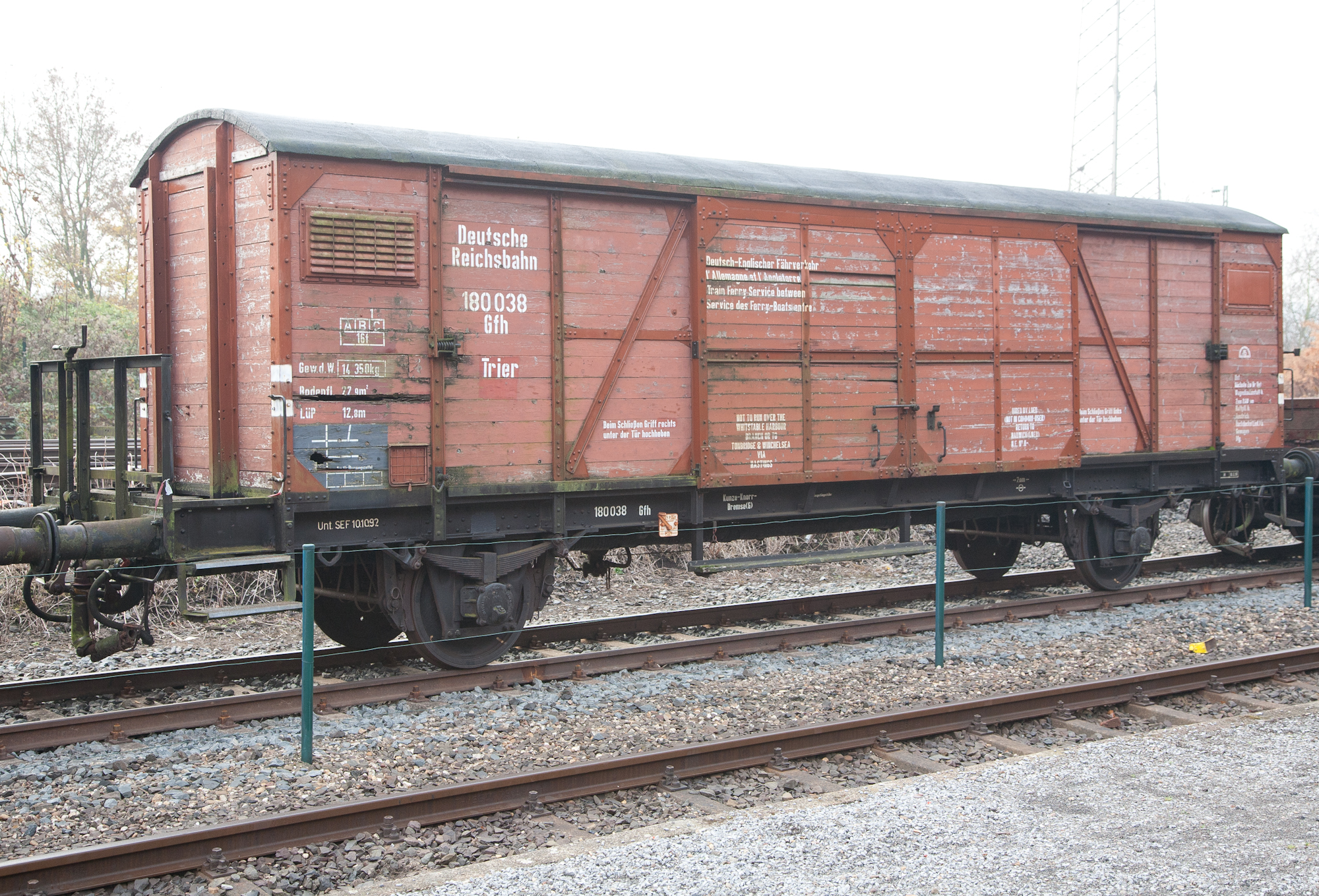
Güterwagen für den Fährverkehr Zeebrugge–Harwich

Nach dem Ende des Ersten Weltkrieges wurde 1924 mit dem Trajekt Zeebrugge–Harwich die Eisenbahnfähre für Güterwagen zum englischen Hafen Harwich aufgenommen. Es kamen Fährverbindungen nach Dover und Felixstowe durch Townsend Thoresen hinzu. Damit trat man in Konkurrenz zum Hafen von Ostende. Doch erst im letzten Drittel des 20. Jahrhunderts kam der Hafen zur vollen Blüte. 1968 legten hier das erste Vollcontainerschiff und der erste Großtanker an. Drei Jahre später nahm das Ocean-Containerterminal den Betrieb auf. 1984 erfolgte die Inbetriebnahme einer zweiten Seeschleuse (Pierre Vandammesluis).
Öffentliche Aufmerksamkeit erlangte Zeebrügge durch das Kentern der RoRo-Fähre Herald of Free Enterprise am 6. März 1987, bei dem 193 Menschen starben.
Am 22. April 2022 schlossen sich der Hafen von Antwerpen und der Hafen Zeebrügge nach jahrhundertelanger Rivalität zum Hafen Antwerpen-Brügge zusammen.

## Galerie

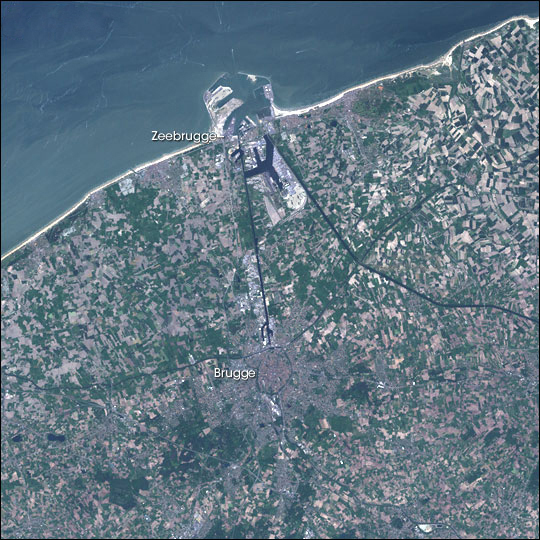
Satellitenbild von Brugge und dem Hafen
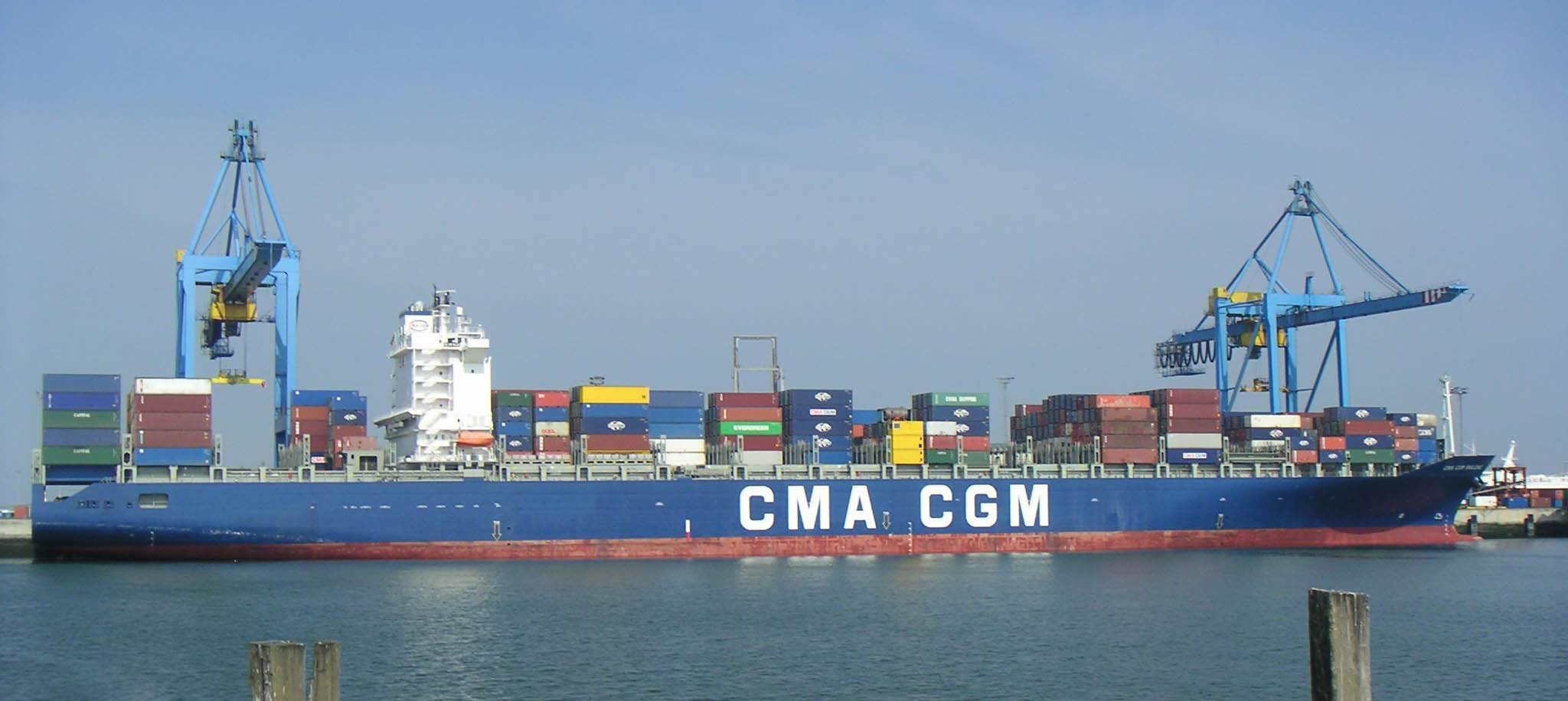
Containerschiff CMA CGM Balzac am PSA HNN-Terminal
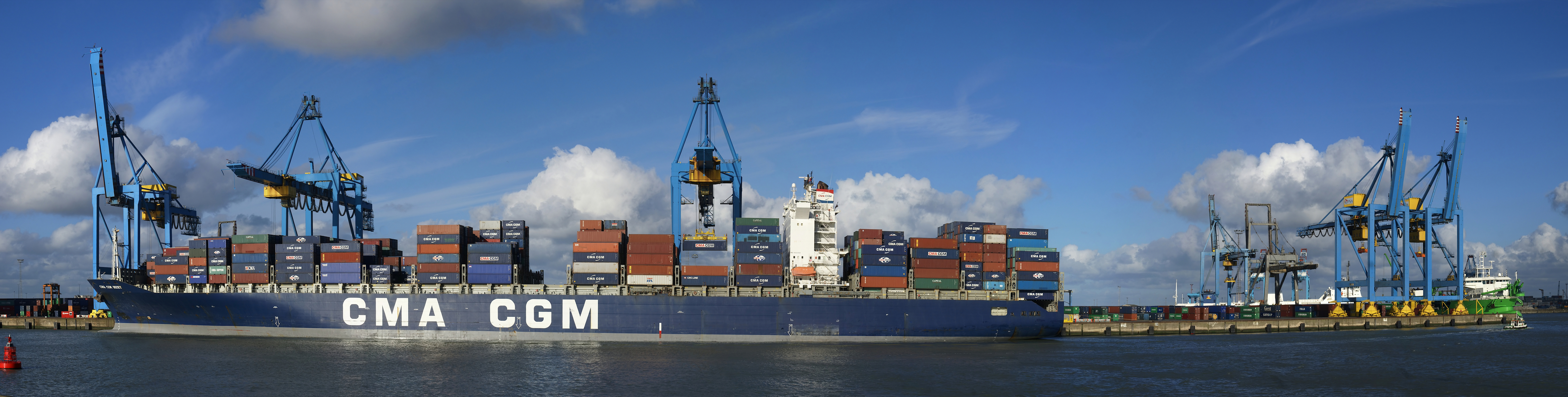
Containerschiff CMA CGM Bizet am PSA HNN-Terminal
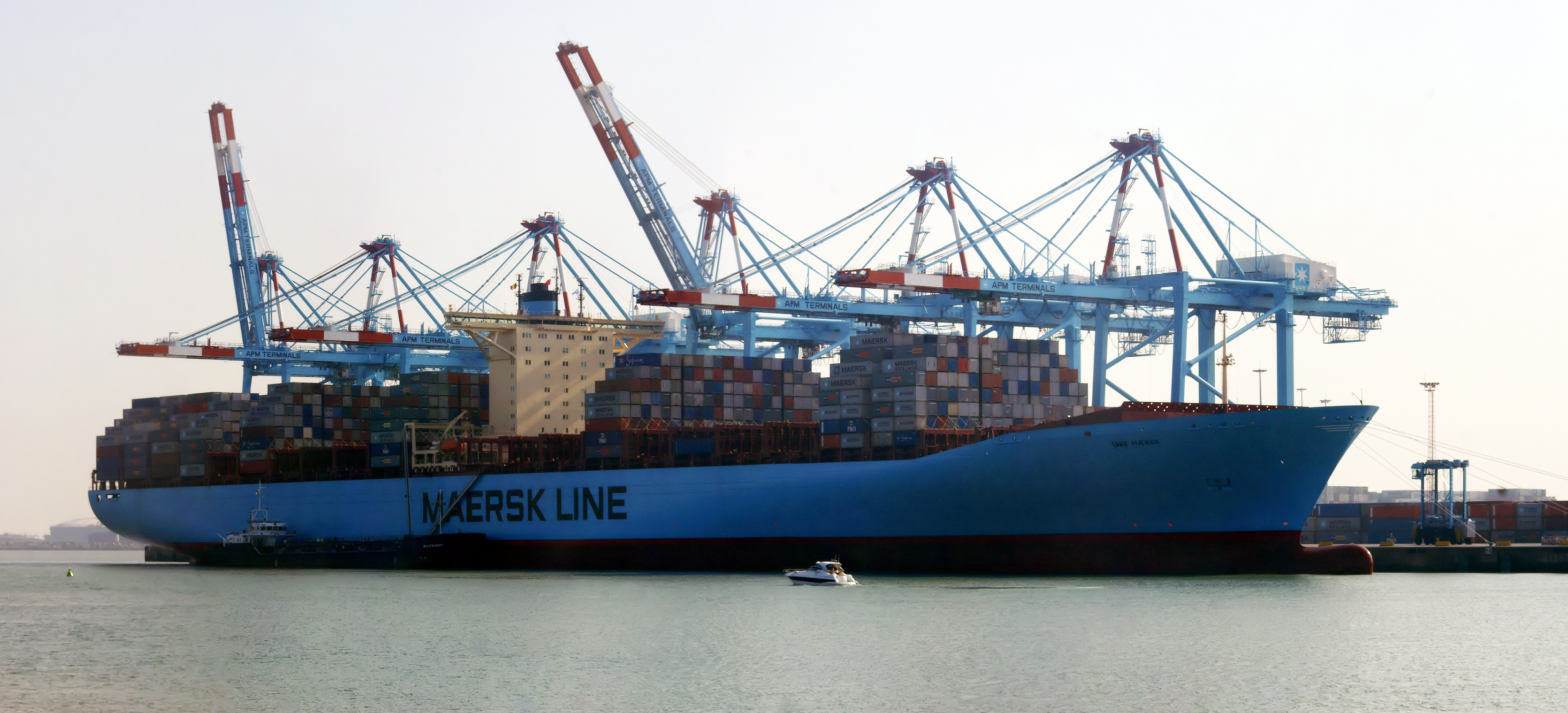
Containerschiff Elly Mærsk
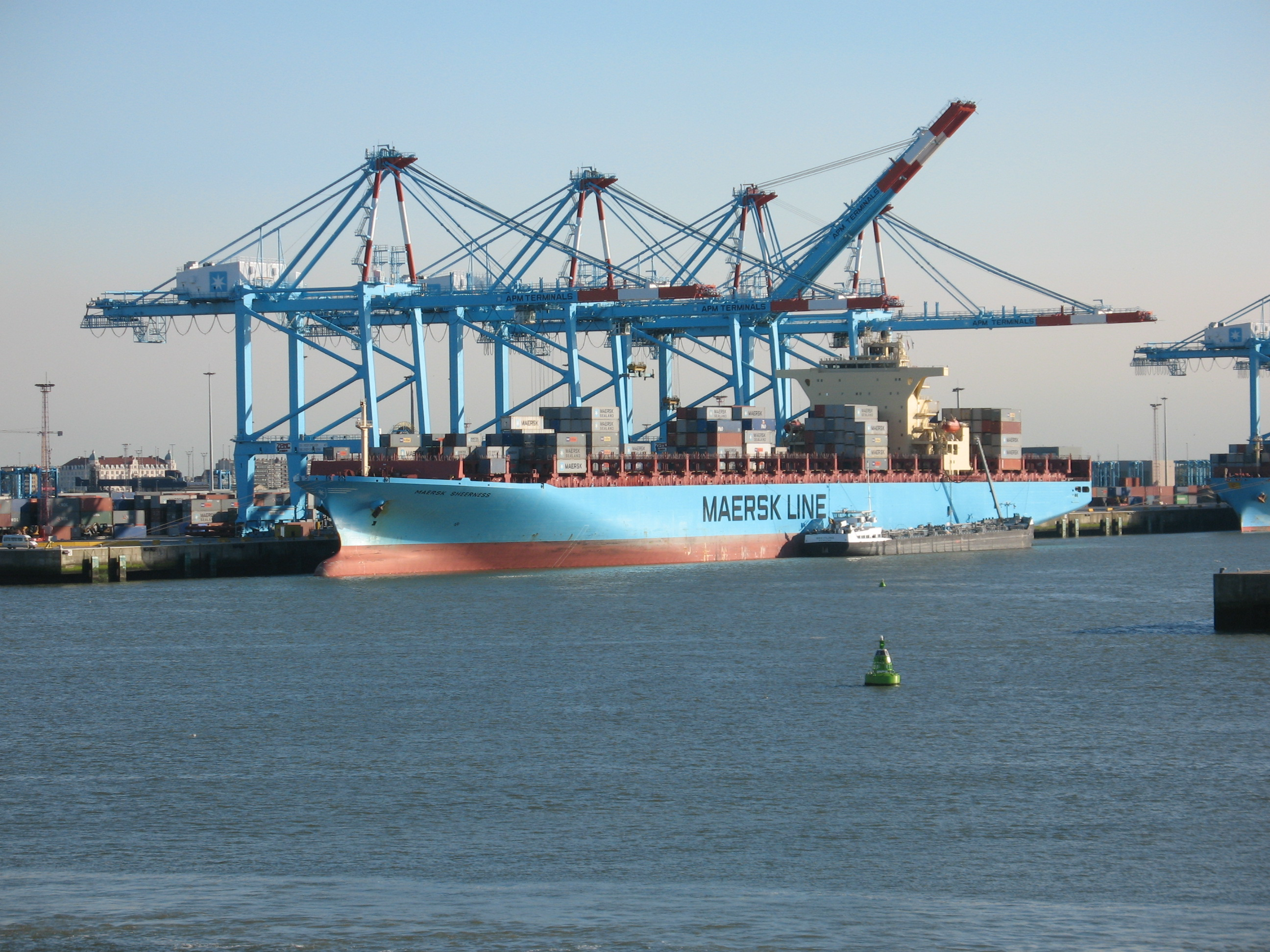
Containerschiff Mærsk Sheerness
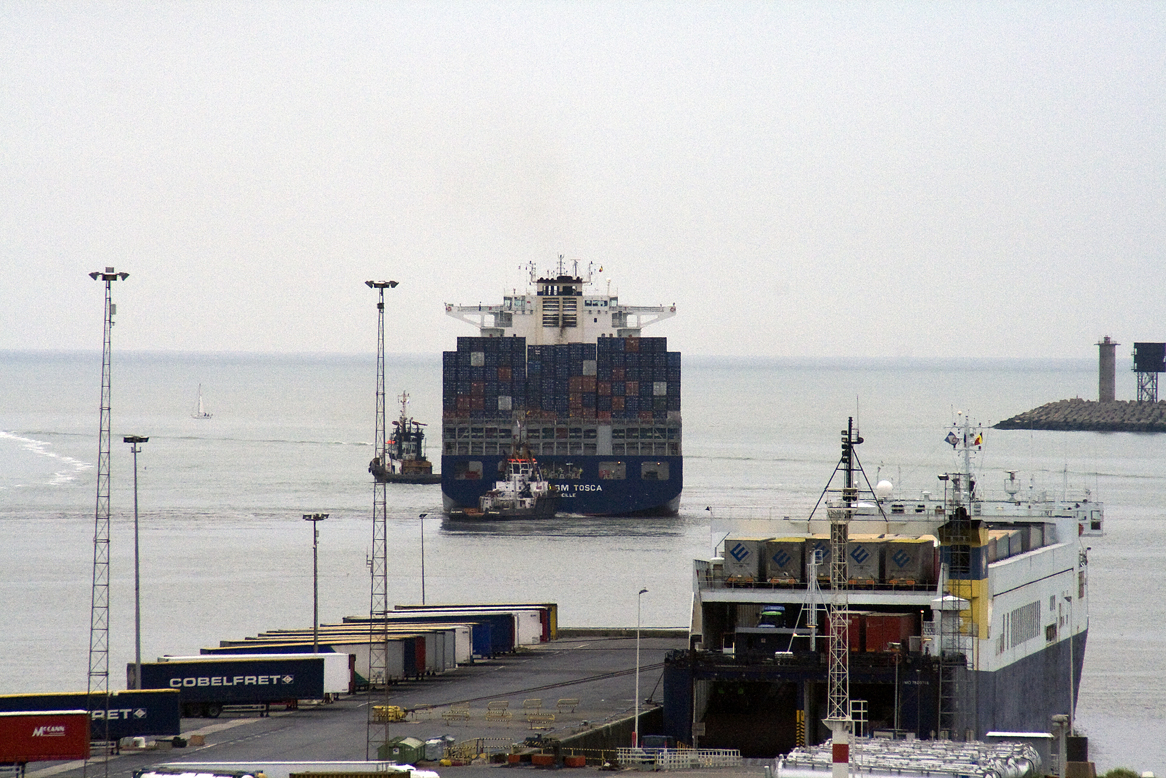
Containerschiff
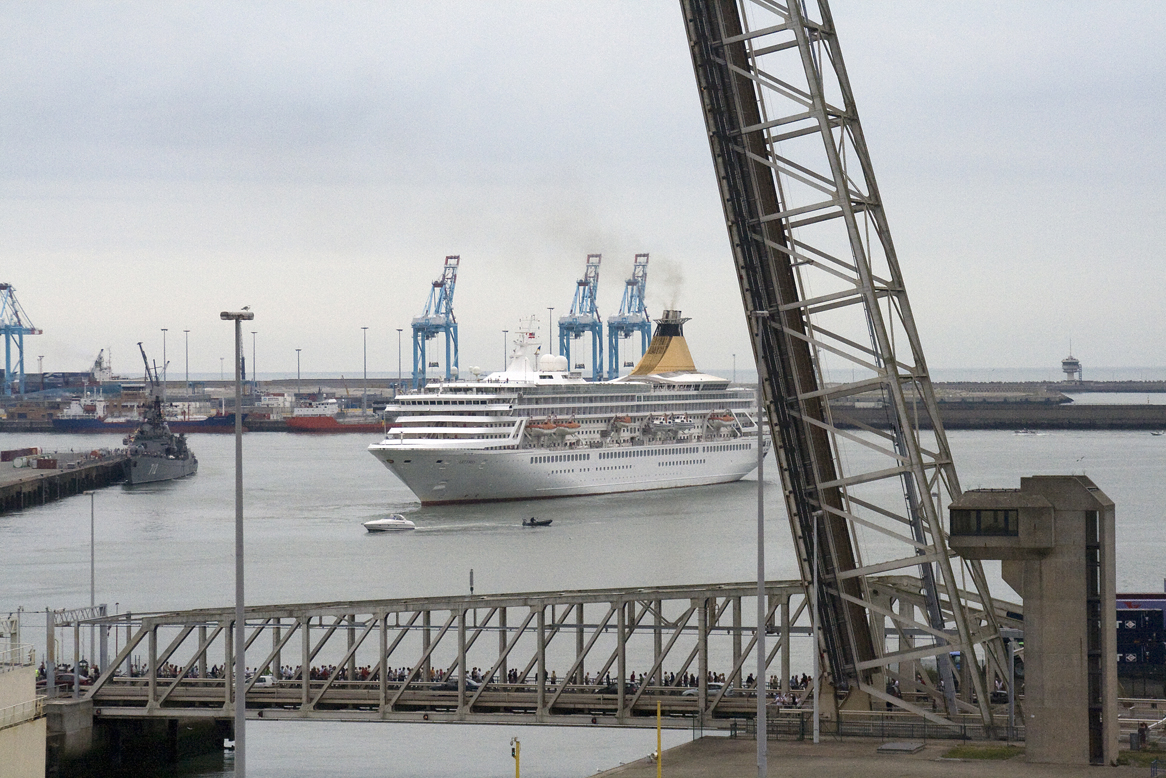
Kreuzfahrtschiff Artemis im Hafen von Zeebrugge
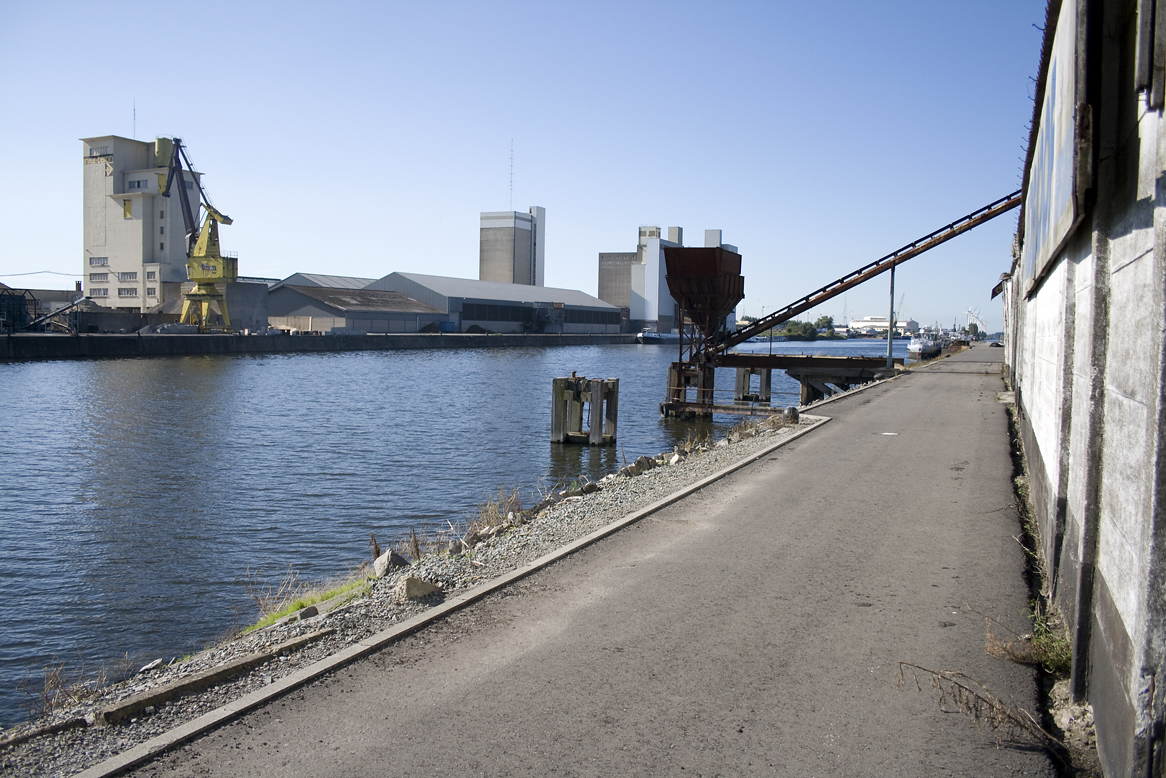
Binnenhafen von Brügge: Emile Cousindock
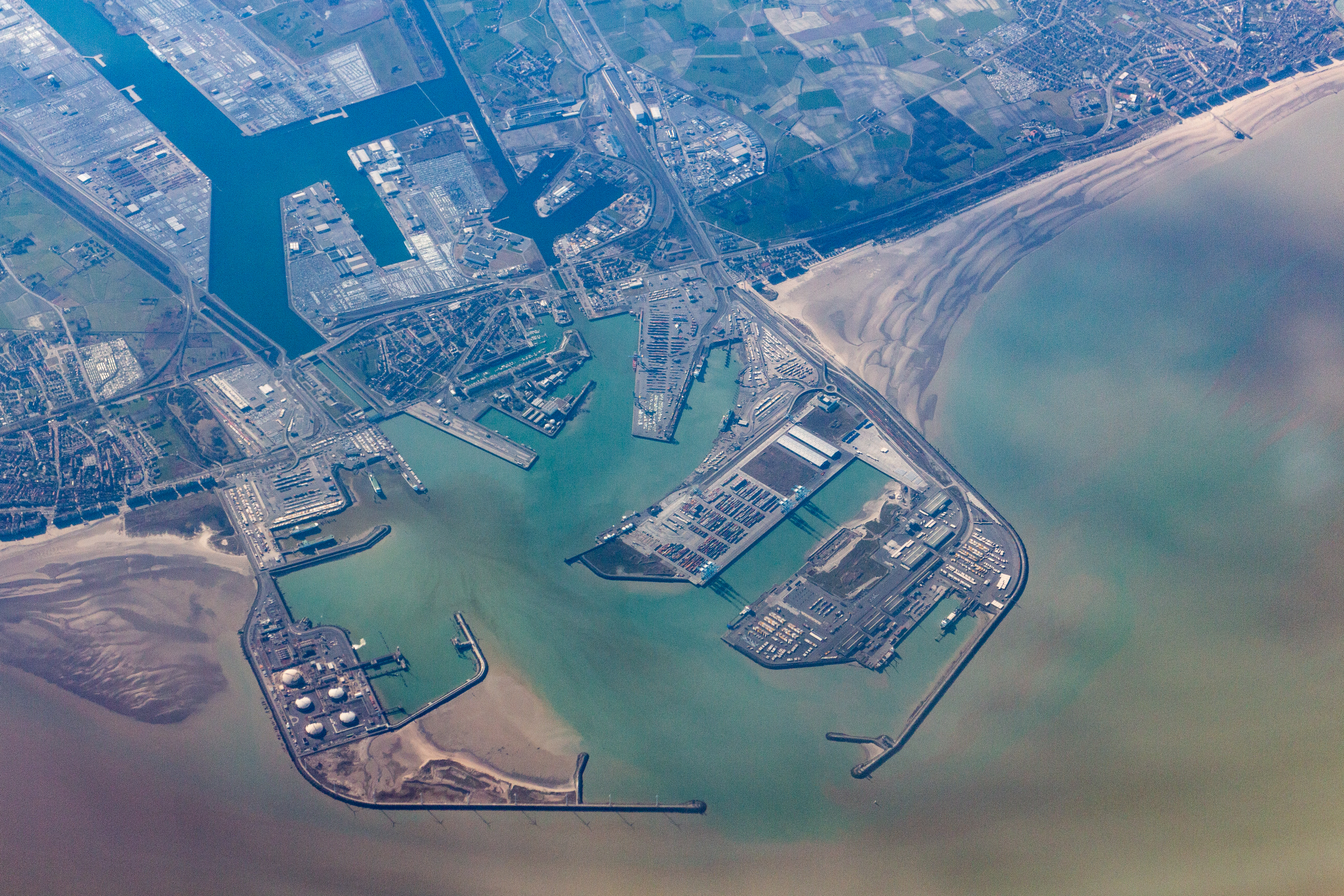
Zeebrugge Hafeneinfahrt
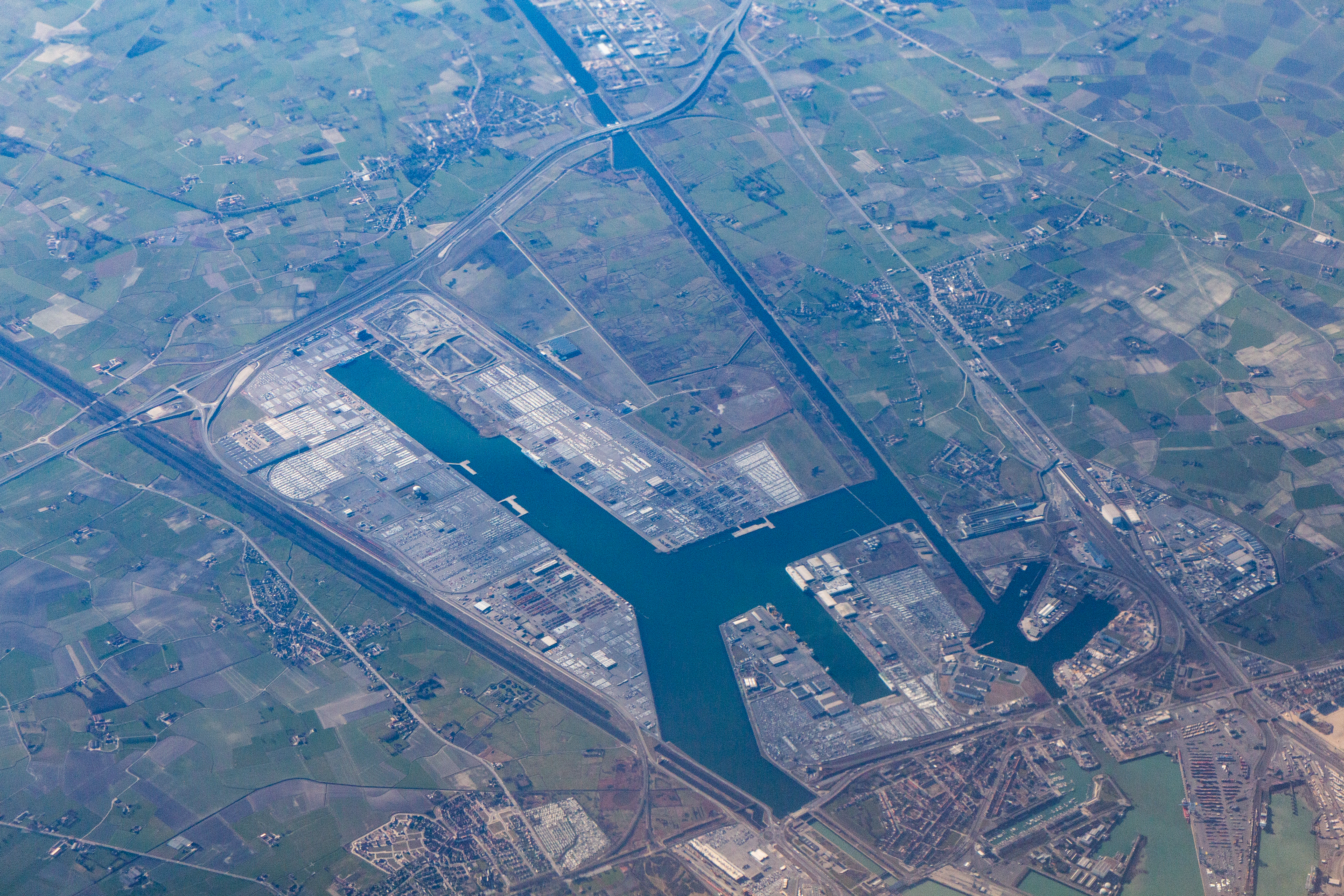
Zeebrugge Hafenbecken
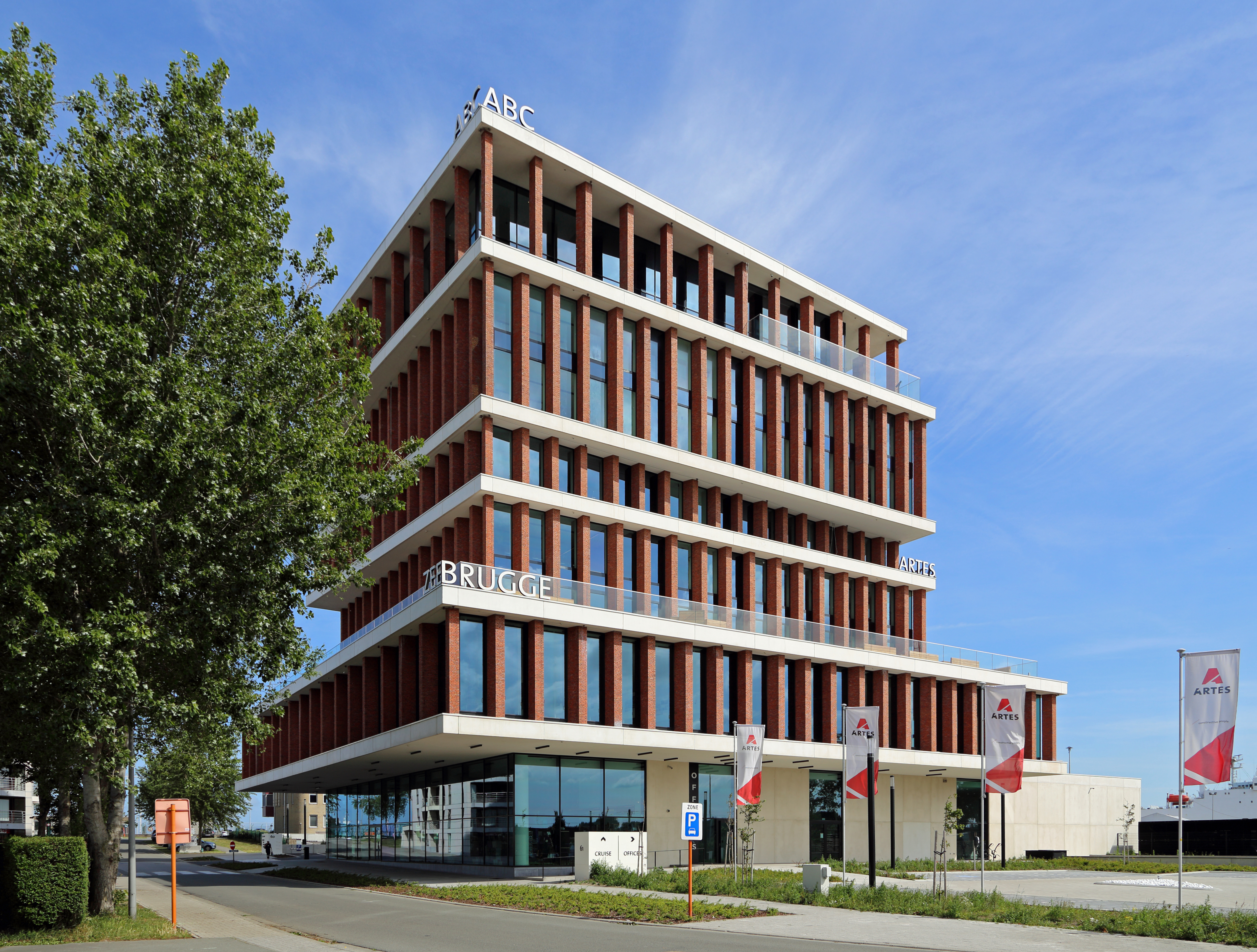
Zeebrugge Cruise Terminal